# Ticketmaster Danmark
Ticketmaster Danmark (tidligere Billetnet A/S) er en dansk billetformidler, der er ejet af Ticketmaster, der igen er ejet af Live Nation Entertainment.
Selskabet blev grundlagt i 1991 under navnet Billetnet. I 2002 blev det solgt til Ticketmaster, der er blandt verdens største billetformidler. I april 2016 skiftede man navnet til det nuværende Ticketmaster Danmark.
Hovedsædet ligger på Gammel Kongevej på Frederiksberg.